# San Fiorenzo (Francia)
San Fiorenzo (francese: Saint-Florent nome ufficiale dal 1848, in còrso: San Fiurenzu) è un comune francese di 1.666 abitanti situato nel dipartimento dell'Alta Corsica nella regione della Corsica.

## Geografia fisica
San Fiorenzo è situata presso la foce del fiume Aliso nel golfo di San Fiorenzo, nella microregione del Nebbio.

## Storia
I romani vi fondarono la città di Nebium. A causa dell'impaludamento della foce dell'Aliso e dell'avanzare della malaria l'area venne progressivamente abbandonata. Nel 1438 i genovesi, interessati a mantenere il controllo di questo tratto di costa vi costruirono la cittadella. Per bonificare l'area venne poi canalizzata la foce dell'Aliso. A lungo contesa tra genovesi, còrsi e francesi, San Fiorenzo venne ripetutamente fortificata. Nel 1667 le autorità genovesi fecero smantellare le munite difese della località iniziando così a ritirarsi dall'area che tornò così a tornare insalubre e a spopolarsi.
Nel XIX secolo la zona venne nuovamente interessata da lavori di bonifica e l'abitato poté così tornare a risorgere. Nel 1848 il toponimo venne francesizzato in Saint-Florent.
Nel secondo dopoguerra iniziò ad essere sviluppato il turismo. Questa parziale riconversione dell'economia locale culminò all'inizio degli anni settanta con la deviazione dell'Aliso e la realizzazione del porto turistico.

## Monumenti e luoghi d'interesse
- Chiesa di Santa Maria Assunta, già Cattedrale di Nebbio, costruita in stile romanico pisano nel XII secolo, fu sede della diocesi di Nebbio soppressa nel 1801;
- Chiesa di Sant'Anna
- Cittadella di San Fiorenzo, fondata nel XV secolo dai genovesi;
- Torre della Mortella

## Società

### Evoluzione demografica
Abitanti censiti